# Штерн, Авраам (изобретатель)
Авраам Штерн (пол. Abraham Stern, ивр. אברהם שטרן‎) (между 1762 и 1769 годом в Грубешове – 3 февраля 1842 года в Варшаве) – польский еврей, часовщик, самоучка-математик, изобретатель вычислительных машин, прадед Антона Слонимского. 

## Биография
Авраам Штерн начал в качестве подмастерья в мастерской часовщика в Грубешове. Вскоре он начал строить из зубчатых колёс вычислительные машины. С 1810 года изготовил ряд машин, которые могли исполнять четыре действия арифметики и извлекать квадратный корень. 
Станислав Сташиц, католический священник и представитель польского Просвещения, пригласил Штерна в Варшаву и оказал ему помощь в развитии последующих изобретений, в том числе геодезического измерительного триангулятора.
Благодаря Сташицу Штерн продемонстрировал свои изобретения 30 апреля 1817 года на заседании варшавского общества поощрения наук. Одна из его машин была снабжена пружинным приводом и работала автоматически.
4 февраля 1821 года Штерн был избран членом этого общества. В 1826–1835 годах он занимал пост ректора варшавской школы раввинов. 
Похоронен на варшавском еврейском кладбище Брудно.
Его младшая дочь Сара стала в 1842 году женой Хаима-Зелика Слонимского. Внуки — врач Станислав Слонимский и публицист Людвиг Зиновьевич Слонимский.